# Craspedolepta russellae
Craspedolepta russellae är en insektsart som beskrevs av Jan Klimaszewski 1977. Craspedolepta russellae ingår i släktet Craspedolepta och familjen rundbladloppor. Inga underarter finns listade i Catalogue of Life.